# Opel Vectra
De Opel Vectra was een middenklasse auto van Opel die samen met de Signum tot 2009 de topklasse van Opel vormde.

## Vectra A (1988 tot 1995)
De Vectra A kwam in 1988 op de markt. Er waren twee varianten verkrijgbaar: een sedan en een hatchback met benzinemotoren met een inhoud van 1.6, 1.8 en 2.0 liter en twee 1.7 dieselmotoren, beide met Turbo van 67 pk en 82 pk. Vooral die laatste motor (die was ontwikkeld door Isuzu) stond bekend als een van de beste dieselmotoren op dat moment. In 1989 werd de sedan met vierwielaandrijving leverbaar.
Voor de Vectra waren verschillende optiepakketten verkrijgbaar: van de GL, de basisversie tot de meest luxueuze, de CD. Een sportieve versie was ook beschikbaar in de vorm van de Vectra 2000. Deze was uitgerust met de C20XE motor uit de Kadett en de Calibra. Ook was deze versie uitgerust met een afwijkend bumper- en spoilerpakket. De Vectra was gebaseerd op het GM2900 Platform.
In 1992 onderging de Vectra A een facelift waarbij de verlichting aan de voor- en achterzijde kleine veranderingen onderging. De koplampen en knipperlichten kregen een kleine 'knik' in horizontale richting welke doorliep in de grille. De achterlichten kregen ook een kleine aanpassing met een klein zwart kunststof element en een knik/bolling ter hoogte van het achteruitrijlicht en knipperlicht. Meegespoten bumpers werden standaard op alle uitvoeringen van GL tot CDX. Ook nieuwe Ecotec-motoren deden hun intrede, de 2.0 van 100 kw/136 pk en de 2.5 V6 van 125 kw/170 pk.
In Groot-Brittannië is de Opel Vectra A verkocht onder de naam Vauxhall Cavalier. GM wilde deze auto in Groot-Brittannië gelabeld als Vauxhall ook Vectra noemen, maar dat leek te veel op 'Victor', een automodel van Vauxhall dat nog niet lang uit productie was, waar wat kwaliteitsissues mee waren geweest.

### Benzinemotoren (1988 tot 1995)
| Opel Vectra hatchback | Opel Vectra hatchback | Opel Vectra hatchback | Opel Vectra hatchback | Opel Vectra hatchback | Opel Vectra hatchback | Opel Vectra hatchback    | Opel Vectra hatchback | Opel Vectra hatchback | Opel Vectra hatchback |
| Type                  | Motor                 | Motor                 | Motor                 | Vermogen              | Koppel                | Overbrenging             | 0–100 km/h            | Topsnelheid           | Jaartal               |
| Type                  | Inhoud                | Cilinders             | Kleppen               | Vermogen              | Koppel                | Overbrenging             | 0–100 km/h            | Topsnelheid           | Jaartal               |
| --------------------- | --------------------- | --------------------- | --------------------- | --------------------- | --------------------- | ------------------------ | --------------------- | --------------------- | --------------------- |
| 1.6i                  | 1.598 cm³             | 4-in-lijn             | 8V                    | 75 pk                 | 127 Nm                | 5-bak                    | 14,0 s                | 176 km/h              | 1988 - 1993           |
| 1.6i                  | 1.598 cm³             | 4-in-lijn             | 8V                    | 71 pk                 | 128 Nm                | 5-bak                    | 14,5 s                | 176 km/h              | 1993 - 1995           |
| 1.8S                  | 1.796 cm³             | 4-in-lijn             | 8V                    | 88 pk                 | 143 Nm                | 5-bak / 4-traps automaat | 12,5 / 15,0 s         | 182 / 176 km/h        | 1988 - 1990           |
| 1.8i                  | 1.796 cm³             | 4-in-lijn             | 8V                    | 90 pk                 | 145 Nm                | 5-bak / 4-traps automaat | 12,3 / 15,0 s         | 183 / 177 km/h        | 1990 - 1995           |
| 2.0i                  | 1.998 cm³             | 4-in-lijn             | 8V                    | 115 pk                | 170 Nm                | 5-bak / 4-traps automaat | 10,5 / 12,0 s         | 198 / 193 km/h        | 1988 - 1995           |
| 2.0i 16V              | 1.998 cm³             | 4-in-lijn             | 16V                   | 136 pk                | 185 Nm                | 5-bak / 4-traps automaat | 9,5 / 11,5 s          | 210 / 200 km/h        | 1994 - 1995           |
| 2.5 V6                | 2.498 cm³             | V6                    | 24V                   | 170 pk                | 227 Nm                | 5-bak / 4-traps automaat | 7,8 / 8,8 s           | 233 / 230 km/h        | 1993 - 1995           |

| Opel Vectra sedan | Opel Vectra sedan | Opel Vectra sedan | Opel Vectra sedan | Opel Vectra sedan | Opel Vectra sedan | Opel Vectra sedan        | Opel Vectra sedan | Opel Vectra sedan | Opel Vectra sedan |
| Type              | Motor             | Motor             | Motor             | Vermogen          | Koppel            | Overbrenging             | 0–100 km/h        | Topsnelheid       | Jaartal           |
| Type              | Inhoud            | Cilinders         | Kleppen           | Vermogen          | Koppel            | Overbrenging             | 0–100 km/h        | Topsnelheid       | Jaartal           |
| ----------------- | ----------------- | ----------------- | ----------------- | ----------------- | ----------------- | ------------------------ | ----------------- | ----------------- | ----------------- |
| 1.6i              | 1.598 cm³         | 4-in-lijn         | 8V                | 75 pk             | 127 Nm            | 5-bak                    | 14,0 s            | 176 km/h          | 1988 - 1993       |
| 1.6i              | 1.598 cm³         | 4-in-lijn         | 8V                | 71 pk             | 128 Nm            | 5-bak                    | 14,5 s            | 176 km/h          | 1993 - 1995       |
| 1.8S              | 1.796 cm³         | 4-in-lijn         | 8V                | 88 pk             | 143 Nm            | 5-bak / 4-traps automaat | 12,5 / 15,0 s     | 182 / 176 km/h    | 1988 - 1990       |
| 1.8S 4x4          | 1.796 cm³         | 4-in-lijn         | 8V                | 88 pk             | 143 Nm            | 5-bak                    | 13,5 s            | 173 km/h          | 1989 - 1990       |
| 1.8i              | 1.796 cm³         | 4-in-lijn         | 8V                | 90 pk             | 145 Nm            | 5-bak / 4-traps automaat | 12,5 / 15,0 s     | 183 / 177 km/h    | 1990 - 1995       |
| 2.0i              | 1.998 cm³         | 4-in-lijn         | 8V                | 115 pk            | 170 Nm            | 5-bak / 4-traps automaat | 10,5 / 12,0 s     | 198 / 193 km/h    | 1988 - 1995       |
| 2.0i 4x4          | 1.998 cm³         | 4-in-lijn         | 8V                | 115 pk            | 170 Nm            | 5-bak                    | 11,0 s            | 192 km/h          | 1989 - 1993       |
| 2.0i 16V          | 1.998 cm³         | 4-in-lijn         | 16V               | 136 pk            | 185 Nm            | 5-bak / 4-traps automaat | 9,5 / 11,5 s      | 210 / 200 km/h    | 1994 - 1995       |
| 2000              | 1.998 cm³         | 4-in-lijn         | 16V               | 150 pk            | 196 Nm            | 5-bak                    | 8,5 s             | 217 km/h          | 1989 - 1994       |
| 2000 4x4          | 1.998 cm³         | 4-in-lijn         | 16V               | 150 pk            | 196 Nm            | 5-bak                    | 9,5 s             | 208 km/h          | 1989 - 1992       |
| 2.5 V6            | 2.498 cm³         | V6                | 24V               | 170 pk            | 227 Nm            | 5-bak / 4-traps automaat | 7,8 / 8,8 s       | 233 / 230 km/h    | 1993 - 1995       |
| Turbo 4x4         | 1.998 cm³         | 4-in-lijn         | 16V               | 204 pk            | 280 Nm            | 6-bak                    | 6,8 s             | 240 km/h          | 1992 - 1994       |

### Dieselmotoren (1988 tot 1995)
| Opel Vectra hatchback | Opel Vectra hatchback | Opel Vectra hatchback | Opel Vectra hatchback | Opel Vectra hatchback | Opel Vectra hatchback | Opel Vectra hatchback | Opel Vectra hatchback | Opel Vectra hatchback | Opel Vectra hatchback |
| Type                  | Motor                 | Motor                 | Motor                 | Vermogen              | Koppel                | Overbrenging          | 0–100 km/h            | Topsnelheid           | Jaartal               |
| Type                  | Inhoud                | Cilinders             | Kleppen               | Vermogen              | Koppel                | Overbrenging          | 0–100 km/h            | Topsnelheid           | Jaartal               |
| --------------------- | --------------------- | --------------------- | --------------------- | --------------------- | --------------------- | --------------------- | --------------------- | --------------------- | --------------------- |
| 1.7 D                 | 1.700 cm³             | 4-in-lijn             | 8V                    | 57 pk                 | 105 Nm                | 5-bak                 | 20,0 s                | 152 km/h              | 1988 - 1992           |
| 1.7 D                 | 1.700 cm³             | 4-in-lijn             | 8V                    | 60 pk                 | 105 Nm                | 5-bak                 | 20,5 s                | 152 km/h              | 1992 - 1995           |
| 1.7 TD                | 1.686 cm³             | 4-in-lijn             | 8V                    | 82 pk                 | 168 Nm                | 5-bak                 | 14,5 s                | 176 km/h              | 1992 - 1995           |

| Opel Vectra sedan | Opel Vectra sedan | Opel Vectra sedan | Opel Vectra sedan | Opel Vectra sedan | Opel Vectra sedan | Opel Vectra sedan | Opel Vectra sedan | Opel Vectra sedan | Opel Vectra sedan |
| Type              | Motor             | Motor             | Motor             | Vermogen          | Koppel            | Overbrenging      | 0–100 km/h        | Topsnelheid       | Jaartal           |
| Type              | Inhoud            | Cilinders         | Kleppen           | Vermogen          | Koppel            | Overbrenging      | 0–100 km/h        | Topsnelheid       | Jaartal           |
| ----------------- | ----------------- | ----------------- | ----------------- | ----------------- | ----------------- | ----------------- | ----------------- | ----------------- | ----------------- |
| 1.7 D             | 1.700 cm³         | 4-in-lijn         | 8V                | 57 pk             | 105 Nm            | 5-bak             | 20,0 s            | 152 km/h          | 1988 - 1992       |
| 1.7 D             | 1.700 cm³         | 4-in-lijn         | 8V                | 60 pk             | 105 Nm            | 5-bak             | 20,5 s            | 152 km/h          | 1992 - 1995       |
| 1.7 TD            | 1.686 cm³         | 4-in-lijn         | 8V                | 82 pk             | 168 Nm            | 5-bak             | 14,5 s            | 176 km/h          | 1992 - 1995       |

## Vectra B (1995 tot 2002)
De Vectra B kwam in 1995 op de markt. Het eerste jaar waren twee varianten verkrijgbaar, sedan en hatchback. De Vectra B viel op door de manier waarop de buitenspiegels in het design van de auto verwerkt waren. Eind 1996 kwam ook de stationwagon, die het moest opnemen tegen onder andere de Ford Mondeo Wagon, de Renault Laguna Break en de Peugeot 406 Break.
Bij de introductie van De Vectra B werden ook nieuwe motoren leverbaar, alle lid van de [Ecotec]-familie. Leverbare benzinemodellen waren de 1.6 16V, 1.8 16V, 2.0 16V, 2.5 V6 Uit het A-model werden de inmiddels verouderde 1.6 achtklepsmotor en de 1.7 turbodiesel geleverd, welke al snel vervangen werd door een nieuwe tweeliter dieselmotor met twee verschillende vermogens. Deze waren anders dan hun voorganger direct ingespoten. Deze viel op omdat het was voorzien van zestien kleppen, met slechts één nokkenas. De 1.6 8V werd later geschrapt uit het leveringsprogramma.
Bij de facelift in 1999 kregen de koplampen helder glas en was de grille standaard voorzien van een chromen strip. De achterlichten kregen een kleine aanpassing waarbij ook de kofferklep een gewijzigde vorm kreeg. De vormgeving van de bumpers aan de voor- en achterzijde werden aangepast en waren vanaf de facelift, samen met de deurstrips, volledig meegespoten in de kleur van de auto. Ook werden andere motoren leverbaar, de V6-motor groeide naar 2.6 liter, en er werden 2200cc-motoren leverbaar, zowel benzine als diesel.
Volgens sommige bronnen heeft in Groot-Brittannië de verkoop van de Vectra B geleden onder het oordeel van Jeremy Clarkson bij Top Gear. Hij noemde de auto 'still A Box on Wheels', 'nog steeds een doos op wielen'. In o.a. Nederland was het een populaire zakenauto.
In Groot-Brittannië is deze auto verkocht als Vauxhall Vectra, nadat mensen gestemd hadden via een telefoonnummer over de eventuele naamswijziging.

### Benzinemotoren (1995 tot 2002)
| Opel Vectra hatchback | Opel Vectra hatchback | Opel Vectra hatchback | Opel Vectra hatchback | Opel Vectra hatchback | Opel Vectra hatchback | Opel Vectra hatchback    | Opel Vectra hatchback | Opel Vectra hatchback | Opel Vectra hatchback |
| Type                  | Motor                 | Motor                 | Motor                 | Vermogen              | Koppel                | Overbrenging             | 0–100 km/h            | Topsnelheid           | Jaartal               |
| Type                  | Inhoud                | Cilinders             | Kleppen               | Vermogen              | Koppel                | Overbrenging             | 0–100 km/h            | Topsnelheid           | Jaartal               |
| --------------------- | --------------------- | --------------------- | --------------------- | --------------------- | --------------------- | ------------------------ | --------------------- | --------------------- | --------------------- |
| 1.6                   | 1.598 cm³             | 4-in-lijn             | 8V                    | 75 pk                 | 128 Nm                | 5-bak                    | 15,5 s                | 175 km/h              | 1995 - 2000           |
| 1.6 16V               | 1.598 cm³             | 4-in-lijn             | 16V                   | 100 pk                | 150 Nm                | 5-bak / 4-traps automaat | 12,5 / 14,5 s         | 188 / 178 km/h        | 1995 - 1999           |
| 1.6 16V               | 1.598 cm³             | 4-in-lijn             | 16V                   | 100 pk                | 150 Nm                | 5-bak / 4-traps automaat | 12,5 / 14,5 s         | 193 / 178 km/h        | 1999 - 2002           |
| 1.8 16V               | 1.796 cm³             | 4-in-lijn             | 16V                   | 115 pk                | 170 Nm                | 5-bak / 4-traps automaat | 11,0 / 12,5 s         | 203 / 200 km/h        | 1995 - 2000           |
| 1.8 16V               | 1.796 cm³             | 4-in-lijn             | 16V                   | 125 pk                | 170 Nm                | 5-bak / 4-traps automaat | 10,5 / 12,0 s         | 208 / 200 km/h        | 2000 - 2002           |
| 2.0 16V               | 1.998 cm³             | 4-in-lijn             | 16V                   | 136 pk                | 188 Nm                | 5-bak / 4-traps automaat | 10,0 / 11,0 s         | 215 / 212 km/h        | 1995 - 2000           |
| 2.2 16V               | 2.198 cm³             | 4-in-lijn             | 16V                   | 147 pk                | 203 Nm                | 5-bak / 4-traps automaat | 9,5 / 10,5 s          | 218 / 213 km/h        | 2000 - 2002           |
| 2.5 V6                | 2.498 cm³             | V6                    | 24V                   | 170 pk                | 230 Nm                | 5-bak / 4-traps automaat | 8,4 / 9,5 s           | 233 / 227 km/h        | 1995 - 2000           |
| 2.6 V6                | 2.597 cm³             | V6                    | 24V                   | 170 pk                | 250 Nm                | 5-bak / 4-traps automaat | 8,5 / 9,5 s           | 230 / 227 km/h        | 2000 - 2002           |

| Opel Vectra sedan | Opel Vectra sedan | Opel Vectra sedan | Opel Vectra sedan | Opel Vectra sedan | Opel Vectra sedan | Opel Vectra sedan        | Opel Vectra sedan | Opel Vectra sedan | Opel Vectra sedan |
| Type              | Motor             | Motor             | Motor             | Vermogen          | Koppel            | Overbrenging             | 0–100 km/h        | Topsnelheid       | Jaartal           |
| Type              | Inhoud            | Cilinders         | Kleppen           | Vermogen          | Koppel            | Overbrenging             | 0–100 km/h        | Topsnelheid       | Jaartal           |
| ----------------- | ----------------- | ----------------- | ----------------- | ----------------- | ----------------- | ------------------------ | ----------------- | ----------------- | ----------------- |
| 1.6               | 1.598 cm³         | 4-in-lijn         | 8V                | 75 pk             | 128 Nm            | 5-bak                    | 15,5 s            | 175 km/h          | 1995 - 2000       |
| 1.6 16V           | 1.598 cm³         | 4-in-lijn         | 16V               | 100 pk            | 150 Nm            | 5-bak / 4-traps automaat | 12,5 / 14,5 s     | 188 / 178 km/h    | 1995 - 1999       |
| 1.6 16V           | 1.598 cm³         | 4-in-lijn         | 16V               | 100 pk            | 150 Nm            | 5-bak / 4-traps automaat | 12,5 / 14,5 s     | 193 / 178 km/h    | 1999 - 2002       |
| 1.8 16V           | 1.796 cm³         | 4-in-lijn         | 16V               | 115 pk            | 170 Nm            | 5-bak / 4-traps automaat | 11,0 / 12,5 s     | 203 / 200 km/h    | 1995 - 2000       |
| 1.8 16V           | 1.796 cm³         | 4-in-lijn         | 16V               | 125 pk            | 170 Nm            | 5-bak / 4-traps automaat | 10,5 / 12,0 s     | 208 / 200 km/h    | 2000 - 2002       |
| 2.0 16V           | 1.998 cm³         | 4-in-lijn         | 16V               | 136 pk            | 188 Nm            | 5-bak / 4-traps automaat | 10,0 / 11,0 s     | 215 / 212 km/h    | 1995 - 2000       |
| 2.2 16V           | 2.198 cm³         | 4-in-lijn         | 16V               | 147 pk            | 203 Nm            | 5-bak / 4-traps automaat | 9,5 / 10,5 s      | 218 / 213 km/h    | 2000 - 2002       |
| 2.5 V6            | 2.498 cm³         | V6                | 24V               | 170 pk            | 230 Nm            | 5-bak / 4-traps automaat | 8,5 / 9,5 s       | 230 / 227 km/h    | 1995 - 2000       |
| 2.6 V6            | 2.597 cm³         | V6                | 24V               | 170 pk            | 250 Nm            | 5-bak / 4-traps automaat | 8,5 / 9,0 s       | 230 / 227 km/h    | 2000 - 2002       |
| 2.5 V6 I500       | 2.498 cm³         | V6                | 24V               | 195 pk            | 240 Nm            | 5-bak                    | 7,9 s             | 236 km/h          | 2000 - 2000       |

| Opel Vectra stationwagon | Opel Vectra stationwagon | Opel Vectra stationwagon | Opel Vectra stationwagon | Opel Vectra stationwagon | Opel Vectra stationwagon | Opel Vectra stationwagon | Opel Vectra stationwagon | Opel Vectra stationwagon | Opel Vectra stationwagon |
| Type                     | Motor                    | Motor                    | Motor                    | Vermogen                 | Koppel                   | Overbrenging             | 0–100 km/h               | Topsnelheid              | Jaartal                  |
| Type                     | Inhoud                   | Cilinders                | Kleppen                  | Vermogen                 | Koppel                   | Overbrenging             | 0–100 km/h               | Topsnelheid              | Jaartal                  |
| ------------------------ | ------------------------ | ------------------------ | ------------------------ | ------------------------ | ------------------------ | ------------------------ | ------------------------ | ------------------------ | ------------------------ |
| 1.6                      | 1.598 cm³                | 4-in-lijn                | 8V                       | 75 pk                    | 128 Nm                   | 5-bak                    | 17,0 s                   | 167 km/h                 | 1996 - 2000              |
| 1.6 16V                  | 1.598 cm³                | 4-in-lijn                | 16V                      | 100 pk                   | 150 Nm                   | 5-bak / 4-traps automaat | 13,5 / 14,5 s            | 180 / 176 km/h           | 1996 - 2000              |
| 1.6 16V                  | 1.598 cm³                | 4-in-lijn                | 16V                      | 100 pk                   | 150 Nm                   | 5-bak / 4-traps automaat | 13,0 / 15,0 s            | 185 / 170 km/h           | 2000 - 2002              |
| 1.8 16V                  | 1.796 cm³                | 4-in-lijn                | 16V                      | 115 pk                   | 170 Nm                   | 5-bak / 4-traps automaat | 12,0 / 13,5 s            | 195 / 188 km/h           | 1996 - 2000              |
| 1.8 16V                  | 1.796 cm³                | 4-in-lijn                | 16V                      | 125 pk                   | 170 Nm                   | 5-bak / 4-traps automaat | 11,0 / 12,5 s            | 200 / 192 km/h           | 2000 - 2002              |
| 2.0 16V                  | 1.998 cm³                | 4-in-lijn                | 16V                      | 136 pk                   | 188 Nm                   | 5-bak / 4-traps automaat | 10,5 / 11,5 s            | 207 / 200 km/h           | 1996 - 2000              |
| 2.2 16V                  | 2.198 cm³                | 4-in-lijn                | 16V                      | 147 pk                   | 203 Nm                   | 5-bak / 4-traps automaat | 10,0 / 11,0 s            | 212 / 207 km/h           | 2000 - 2002              |
| 2.5 V6                   | 2.498 cm³                | V6                       | 24V                      | 170 pk                   | 230 Nm                   | 5-bak / 4-traps automaat | 9,0 / 10,0 s             | 222 / 215 km/h           | 1996 - 2000              |
| 2.6 V6                   | 2.597 cm³                | V6                       | 24V                      | 170 pk                   | 250 Nm                   | 5-bak / 4-traps automaat | 9,0 / 9,5 s              | 223 / 218 km/h           | 2000 - 2002              |
| 2.5 V6 I500              | 2.498 cm³                | V6                       | 24V                      | 195 pk                   | 240 Nm                   | 5-bak                    | 8,2 s                    | 226 km/h                 | 2000 - 2000              |

### Dieselmotoren (1996 tot 2002)
| Opel Vectra hatchback | Opel Vectra hatchback | Opel Vectra hatchback | Opel Vectra hatchback | Opel Vectra hatchback | Opel Vectra hatchback | Opel Vectra hatchback | Opel Vectra hatchback | Opel Vectra hatchback | Opel Vectra hatchback |
| Type                  | Motor                 | Motor                 | Motor                 | Vermogen              | Koppel                | Overbrenging          | 0–100 km/h            | Topsnelheid           | Jaartal               |
| Type                  | Inhoud                | Cilinders             | Kleppen               | Vermogen              | Koppel                | Overbrenging          | 0–100 km/h            | Topsnelheid           | Jaartal               |
| --------------------- | --------------------- | --------------------- | --------------------- | --------------------- | --------------------- | --------------------- | --------------------- | --------------------- | --------------------- |
| 1.7 TD                | 1.686 cm³             | 4-in-lijn             | 8V                    | 82 pk                 | 168 Nm                | 5-bak                 | 15,5 s                | 175 km/h              | 1995 - 1996           |
| 2.0 Di 16V            | 1.994 cm³             | 4-in-lijn             | 16V                   | 82 pk                 | 185 Nm                | 5-bak                 | 15,5 s                | 178 km/h              | 1996 - 2000           |
| 2.0 DTi 16V           | 1.994 cm³             | 4-in-lijn             | 16V                   | 100 pk                | 205 Nm                | 5-bak                 | 13,0 s                | 195 km/h              | 1997 - 2000           |
| 2.0 DTi 16V           | 1.994 cm³             | 4-in-lijn             | 16V                   | 100 pk                | 230 Nm                | 5-bak                 | 13,0 s                | 195 km/h              | 2000 - 2002           |
| 2.2 DTi 16V           | 2.171 cm³             | 4-in-lijn             | 16V                   | 125 pk                | 270 Nm                | 5-bak                 | 10,5 s                | 207 km/h              | 2000 - 2002           |

| Opel Vectra sedan | Opel Vectra sedan | Opel Vectra sedan | Opel Vectra sedan | Opel Vectra sedan | Opel Vectra sedan | Opel Vectra sedan | Opel Vectra sedan | Opel Vectra sedan | Opel Vectra sedan |
| Type              | Motor             | Motor             | Motor             | Vermogen          | Koppel            | Overbrenging      | 0–100 km/h        | Topsnelheid       | Jaartal           |
| Type              | Inhoud            | Cilinders         | Kleppen           | Vermogen          | Koppel            | Overbrenging      | 0–100 km/h        | Topsnelheid       | Jaartal           |
| ----------------- | ----------------- | ----------------- | ----------------- | ----------------- | ----------------- | ----------------- | ----------------- | ----------------- | ----------------- |
| 1.7 TD            | 1.686 cm³         | 4-in-lijn         | 8V                | 82 pk             | 168 Nm            | 5-bak             | 15,5 s            | 175 km/h          | 1995 - 1996       |
| 2.0 Di 16V        | 1.994 cm³         | 4-in-lijn         | 16V               | 82 pk             | 185 Nm            | 5-bak             | 15,5 s            | 178 km/h          | 1996 - 2000       |
| 2.0 DTi 16V       | 1.994 cm³         | 4-in-lijn         | 16V               | 100 pk            | 205 Nm            | 5-bak             | 13,0 s            | 195 km/h          | 1997 - 2000       |
| 2.0 DTi 16V       | 1.994 cm³         | 4-in-lijn         | 16V               | 100 pk            | 230 Nm            | 5-bak             | 13,0 s            | 195 km/h          | 2000 - 2002       |
| 2.2 DTi 16V       | 2.171 cm³         | 4-in-lijn         | 16V               | 125 pk            | 270 Nm            | 5-bak             | 10,5 s            | 207 km/h          | 2000 - 2002       |

| Opel Vectra stationwagon | Opel Vectra stationwagon | Opel Vectra stationwagon | Opel Vectra stationwagon | Opel Vectra stationwagon | Opel Vectra stationwagon | Opel Vectra stationwagon | Opel Vectra stationwagon | Opel Vectra stationwagon | Opel Vectra stationwagon |
| Type                     | Motor                    | Motor                    | Motor                    | Vermogen                 | Koppel                   | Overbrenging             | 0–100 km/h               | Topsnelheid              | Jaartal                  |
| Type                     | Inhoud                   | Cilinders                | Kleppen                  | Vermogen                 | Koppel                   | Overbrenging             | 0–100 km/h               | Topsnelheid              | Jaartal                  |
| ------------------------ | ------------------------ | ------------------------ | ------------------------ | ------------------------ | ------------------------ | ------------------------ | ------------------------ | ------------------------ | ------------------------ |
| 2.0 Di 16V               | 1.994 cm³                | 4-in-lijn                | 16V                      | 82 pk                    | 185 Nm                   | 5-bak                    | 17.0 s                   | 170 km/h                 | 1996 - 2000              |
| 2.0 DTi 16V              | 1.994 cm³                | 4-in-lijn                | 16V                      | 100 pk                   | 205 Nm                   | 5-bak                    | 14,0 s                   | 187 km/h                 | 1997 - 2000              |
| 2.0 DTi 16V              | 1.994 cm³                | 4-in-lijn                | 16V                      | 100 pk                   | 230 Nm                   | 5-bak                    | 13,5 s                   | 188 km/h                 | 2000 - 2002              |
| 2.2 DTi 16V              | 2.171 cm³                | 4-in-lijn                | 16V                      | 125 pk                   | 270 Nm                   | 5-bak                    | 11,0 s                   | 200 km/h                 | 2000 - 2002              |

## Vectra C (2002 tot 2009)
In 2002 kwam Opel met een nieuw model Vectra, de Vectra C. Deze was leverbaar als sedan en hatchback, en al vrij snel volgde de stationcarversie. Deze had een 10 cm langere wielbasis. De nieuwe Vectra was duidelijk groter dan zijn voorganger, dit is gedaan omdat concurrentie aangegaan moest worden met de Volkswagen Passat, die ongeveer even groot was. De Vectra C staat op het, in 2002 nieuwe, GM Epsilon-Platform.
In veel landen waaronder Nederland werd de hatchbackversie verkocht als 'sportievere' GTS, deze was standaard luxer uitgerust. Dit werd gedaan om meer mensen in de hatchback-versie te krijgen. In Nederland was het aandeel hatchbacks bij de Vectra voorheen rond de tien procent, bij de Vectra C groeide dit aandeel tot rond de veertig procent.
De Signum is een afgeleide van de Vectra C. Hij werd als luxer gepositioneerd, maar vooral de voorkant en het interieur lijkt sterk op die van de Vectra C.
De Vectra C onderging in 2006 een facelift waarbij vooral de nieuwe koplampen en bumpers opvielen. Er werden nieuwe motoren met meer vermogen en een lager brandstofverbruik leverbaar, deze hadden variabele kleptiming en/of directe benzine-injectie. Zo werd de 3.2 V6 met 211 pk geschrapt. Ervoor in de plaats kwam de 2.8 V6 met een turbo, die 230, 250 of 280 pk had.

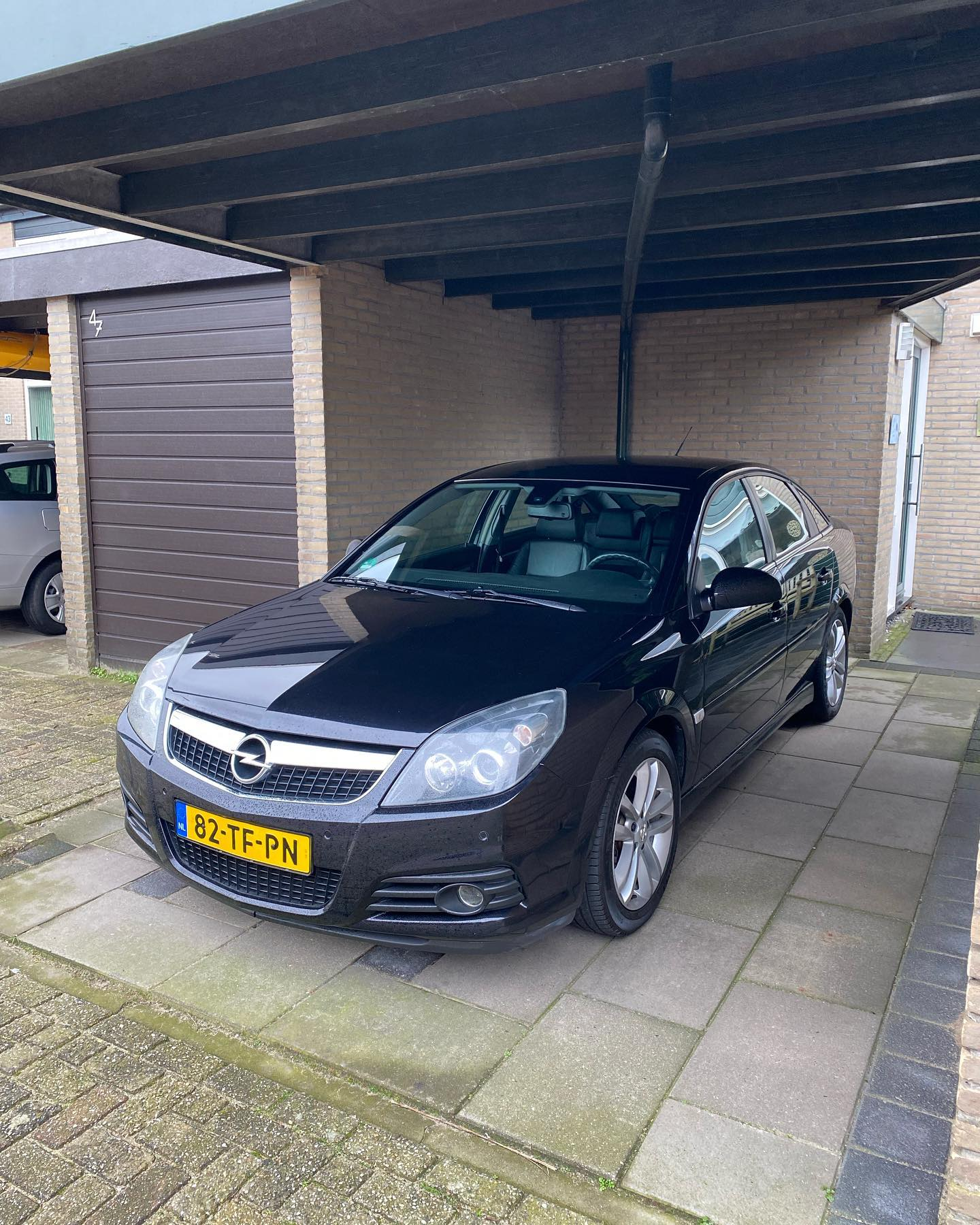
De gefacelifte versie van de Vectra C, ook wel de Vectra C2

Eind 2008 werd de Vectra uit productie genomen en vervangen door de Opel Insignia die datzelfde jaar werd geïntroduceerd. De Vectra werd nog verkocht tot en met 2009, met enkele gevallen die in begin 2010 werden verkocht.

### Benzinemotoren (2002 tot 2009)
| Opel Vectra GTS  | Opel Vectra GTS | Opel Vectra GTS | Opel Vectra GTS | Opel Vectra GTS | Opel Vectra GTS       | Opel Vectra GTS       | Opel Vectra GTS          | Opel Vectra GTS | Opel Vectra GTS | Opel Vectra GTS |
| Type             | Code            | Motor           | Motor           | Motor           | Vermogen(kw/pk)/min-1 | Max.koppel(Nm /min-1) | Overbrenging             | 0–100 km/h      | Topsnelheid     | Jaartal         |
| Type             | Code            | Inhoud          | Cilinders       | Kleppen         | Vermogen(kw/pk)/min-1 | Max.koppel(Nm /min-1) | Overbrenging             | 0–100 km/h      | Topsnelheid     | Jaartal         |
| ---------------- | --------------- | --------------- | --------------- | --------------- | --------------------- | --------------------- | ------------------------ | --------------- | --------------- | --------------- |
| 1.6 Twinport     | Z16XEP          | 1598 cm³        | 4-in-lijn       | 16V             | 77 (105)/6000         | 150/3900              | 5-bak                    | 12,6 s          | 194 km/h        | 2005 – 2009     |
| 1.8              | Z18XE           | 1796 cm³        | 4-in-lijn       | 16V             | 90 (122)/6000         | 167/3800              | 5-bak                    | 11,2 s          | 205 km/h        | 2002 - 2005     |
| 1.8              | Z18XER          | 1796 cm³        | 4-in-lijn       | 16V             | 103 (140)/6300        | 175/3800              | 5-bak                    | 10,7 s          | 210 km/h        | 2005 – 2009     |
| 2.2              | Z22SE           | 2198 cm³        | 4-in-lijn       | 16V             | 108 (147)/5600        | 203/4000              | 5-bak / 5-traps automaat | 10,2 / 10,8 s   | 216 / 210 km/h  | 2002 – 2004     |
| 2.2 direct       | Z22YH           | 2198 cm³        | 4-in-lijn       | 16V             | 114 (155)/5600        | 220/4000              | 5-bak / 5-traps automaat | 9,4 / 10,5 s    | 218 / 212 km/h  | 2004 – 2005     |
| 2.2 direct       | Z22YH           | 2198 cm³        | 4-in-lijn       | 16V             | 114 (155)/5600        | 220/4000              | 6-bak / 5-traps automaat | 9,4 / 10,5 s    | 218 / 212 km/h  | 2005 – 2009     |
| 2.0 Turbo        | Z20NET          | 1998 cm³        | 4-in-lijn       | 16V             | 129 (175)/5500        | 265/2500-3800         | 6-bak                    | 9,1 s           | 230 km/h        | 2003 – 2009     |
| 3.2 V6           | Z32SE           | 3175 cm³        | V6              | 24V             | 155 (211)/6200        | 300/4000              | 5-bak / 5-traps automaat | 7,5 / 8,0 s     | 248 / 246 km/h  | 2002 – 2005     |
| 2.8 V6 Turbo     | Z28NEL          | 2792 cm³        | V6              | 24V             | 169 (230)/5500        | 330/1800-4500         | 6-bak / 6-traps automaat | 7,3 / 7,7 s     | 250 / 250 km/h  | 2005 – 2006     |
| 2.8 V6 Turbo     | Z28NET          | 2792 cm³        | V6              | 24V             | 184 (250)/5500        | 350/1800-4500         | 6-bak / 6-traps automaat | 6,9 / 7,3 s     | 250 / 250 km/h  | 2006 – 2008     |
| 2.8 V6 Turbo OPC | Z28NET          | 2792 cm³        | V6              | 24V             | 188 (255)/5500        | 355/1800-4500         | 6-bak / 6-traps automaat | 6,7 s           | 260 km/h        | 2005 – 2006     |
| 2.8 V6 Turbo OPC | Z28NET          | 2792 cm³        | V6              | 24V             | 206 (280)/5500        | 355/1800-4500         | 6-bak / 6-traps automaat | 6,3 s           | 250 km/h        | 2006 – 2009     |

| Opel Vectra sedan | Opel Vectra sedan | Opel Vectra sedan | Opel Vectra sedan | Opel Vectra sedan | Opel Vectra sedan     | Opel Vectra sedan     | Opel Vectra sedan          | Opel Vectra sedan | Opel Vectra sedan | Opel Vectra sedan |
| Type              | Code              | Motor             | Motor             | Motor             | Vermogen(kw/pk)/min-1 | Max.koppel(Nm /min-1) | Overbrenging               | 0–100 km/h        | Topsnelheid       | Jaartal           |
| Type              | Code              | Inhoud            | Cilinders         | Kleppen           | Vermogen(kw/pk)/min-1 | Max.koppel(Nm /min-1) | Overbrenging               | 0–100 km/h        | Topsnelheid       | Jaartal           |
| ----------------- | ----------------- | ----------------- | ----------------- | ----------------- | --------------------- | --------------------- | -------------------------- | ----------------- | ----------------- | ----------------- |
| 1.6               | Z16XE             | 1598 cm³          | 4-in-lijn         | 16V               | 74 (100)/6000         | 150/3600              | 5-bak                      | 12,5 s            | 192 km/h          | 2004 – 2007       |
| 1.6 Twinport      | Z16XEP            | 1598 cm³          | 4-in-lijn         | 16V               | 77 (105)/6000         | 150/3900              | 5-bak                      | 12,6 s            | 194 km/h          | 2007 – 2009       |
| 1.8               | Z18XE             | 1796 cm³          | 4-in-lijn         | 16V               | 90 (122)/6000         | 167/3800              | 5-bak / CVT                | 11,2 / 12,2 s     | 203 / 190 km/h    | 2002 - 2005       |
| 1.8               | Z18XE             | 1796 cm³          | 4-in-lijn         | 16V               | 90 (122)/6000         | 167/3800              | 5-bak                      | 11,2 s            | 205 km/h          | 2005 - 2005       |
| 1.8               | Z18XER            | 1796 cm³          | 4-in-lijn         | 16V               | 103 (140)/6300        | 175/3800              | 5-bak / 5-traps Easytronic | 10,7 / 12,5 s     | 210 / 207 km/h    | 2005 – 2009       |
| 2.2               | Z22SE             | 2198 cm³          | 4-in-lijn         | 16V               | 108 (147)/5600        | 203/4000              | 5-bak / 5-traps automaat   | 10,2 / 10,8 s     | 216 / 210 km/h    | 2002 – 2003       |
| 2.2 direct        | Z22YH             | 2198 cm³          | 4-in-lijn         | 16V               | 114 (155)/5600        | 220/4000              | 5-bak / 5-traps automaat   | 9,6 / 10,5 s      | 218 / 212 km/h    | 2004 – 2005       |
| 2.2 direct        | Z22YH             | 2198 cm³          | 4-in-lijn         | 16V               | 114 (155)/5600        | 220/4000              | 6-bak / 5-traps automaat   | 9,4 / 10,5 s      | 218 / 212 km/h    | 2005 – 2009       |

| Opel Vectra stationwagon | Opel Vectra stationwagon | Opel Vectra stationwagon | Opel Vectra stationwagon | Opel Vectra stationwagon | Opel Vectra stationwagon | Opel Vectra stationwagon | Opel Vectra stationwagon   | Opel Vectra stationwagon | Opel Vectra stationwagon | Opel Vectra stationwagon |
| Type                     | Code                     | Motor                    | Motor                    | Motor                    | Vermogen(kw/pk)/min-1    | Max.koppel(Nm /min-1)    | Overbrenging               | 0–100 km/h               | Topsnelheid              | Jaartal                  |
| Type                     | Code                     | Inhoud                   | Cilinders                | Kleppen                  | Vermogen(kw/pk)/min-1    | Max.koppel(Nm /min-1)    | Overbrenging               | 0–100 km/h               | Topsnelheid              | Jaartal                  |
| ------------------------ | ------------------------ | ------------------------ | ------------------------ | ------------------------ | ------------------------ | ------------------------ | -------------------------- | ------------------------ | ------------------------ | ------------------------ |
| 1.6 Twinport             | Z16XEP                   | 1598 cm³                 | 4-in-lijn                | 16V                      | 77 (105)/6000            | 150/3900                 | 5-bak                      | 13,7 s                   | 190 km/h                 | 2007 – 2009              |
| 1.8                      | Z18XE                    | 1796 cm³                 | 4-in-lijn                | 16V                      | 90 (122)/6000            | 167/3800                 | 5-bak / CVT                | 12,1 / 13,6 s            | 199 / 180 km/h           | 2003 - 2005              |
| 1.8                      | Z18XER                   | 1796 cm³                 | 4-in-lijn                | 16V                      | 103 (140)/6300           | 175/3800                 | 5-bak / 5-traps Easytronic | 11,2 / 13,0 s            | 209 / 207 km/h           | 2005 – 2009              |
| 2.2 direct               | Z22YH                    | 2198 cm³                 | 4-in-lijn                | 16V                      | 114 (155)/5600           | 220/4000                 | 5-bak / 5-traps automaat   | 10,1 / 11,0 s            | 210 / 205 km/h           | 2003 – 2005              |
| 2.2 direct               | Z22YH                    | 2198 cm³                 | 4-in-lijn                | 16V                      | 114 (155)/5600           | 220/4000                 | 6-bak / 5-traps automaat   | 9,6 / 11,0 s             | 210 / 208 km/h           | 2005 – 2009              |
| 2.0 Turbo                | Z20NET                   | 1998 cm³                 | 4-in-lijn                | 16V                      | 129 (175)/5500           | 265/2500-3800            | 6-bak                      | 9,4 s                    | 222 km/h                 | 2003 – 2009              |
| 3.2 V6                   | Z32SE                    | 3175 cm³                 | V6                       | 24V                      | 155 (211)/6200           | 300/4000                 | 5-bak / 5-traps automaat   | 8,1 / 8,4 s              | 239 / 237 km/h           | 2003 – 2005              |
| 2.8 V6 Turbo             | Z28NEL                   | 2792 cm³                 | V6                       | 24V                      | 169 (230)/5500           | 330/1800-4500            | 6-bak / 6-traps automaat   | 7,5 / 779 s              | 245 / 245 km/h           | 2005 – 2006              |
| 2.8 V6 Turbo             | Z28NET                   | 2792 cm³                 | V6                       | 24V                      | 184 (250)/5500           | 350/1800-4500            | 6-bak / 6-traps automaat   | 7,1 / 7,5 s              | 250 / 250 km/h           | 2006 – 2008              |
| 2.8 V6 Turbo OPC         | Z28NET                   | 2792 cm³                 | V6                       | 24V                      | 188 (255)/5500           | 355/1800-4500            | 6-bak                      | 6,9 s                    | 254 km/h                 | 2005 – 2006              |
| 2.8 V6 Turbo OPC         | Z28NET                   | 2792 cm³                 | V6                       | 24V                      | 206 (280)/5500           | 355/1800-4500            | 6-bak                      | 6,5 s                    | 250 km/h                 | 2006 – 2009              |

### Dieselmotoren (2002 tot 2009)
| Opel Vectra GTS | Opel Vectra GTS | Opel Vectra GTS | Opel Vectra GTS | Opel Vectra GTS       | Opel Vectra GTS       | Opel Vectra GTS          | Opel Vectra GTS | Opel Vectra GTS | Opel Vectra GTS |
| Type            | Motor           | Motor           | Motor           | Vermogen(kw/pk)/min-1 | Max.koppel(Nm /min-1) | Overbrenging             | 0–100 km/h      | Topsnelheid     | Jaartal         |
| Type            | Inhoud          | Cilinders       | Kleppen         | Vermogen(kw/pk)/min-1 | Max.koppel(Nm /min-1) | Overbrenging             | 0–100 km/h      | Topsnelheid     | Jaartal         |
| --------------- | --------------- | --------------- | --------------- | --------------------- | --------------------- | ------------------------ | --------------- | --------------- | --------------- |
| 1.9 CDTi        | 1.910 cm³       | 4-in-lijn       | 8V              | 74 (100)/3500-4000    | 260/1700-2500         | 6-bak                    | 13,3 s          | 186 km/h        | 2005 - 2009     |
| 2.2 DTi         | 2.171 cm³       | 4-in-lijn       | 16V             | 92 (125)/4000         | 280/1500-2750         | 5-bak                    | 10,8 / 11,8 s   | 206 / 202 km/h  | 2002 - 2004     |
| 1.9 CDTi        | 1.910 cm³       | 4-in-lijn       | 8V              | 88 (120)/3500-4000    | 280/2000-2750         | 6-bak                    | 11,5 s          | 200 km/h        | 2004 - 2009     |
| 1.9 CDTi        | 1.910 cm³       | 4-in-lijn       | 16V             | 110 (150)/4000        | 320/2000-2750         | 6-bak / 6-traps automaat | 9,8 / 10,0 s    | 217 / 210 km/h  | 2004 - 2009     |
| 3.0 CDTi        | 2.958 cm³       | V6              | 24V             | 130 (177)/4000        | 370/1900-2800         | 6-bak / 6-traps automaat | 9,5 / 9,8 s     | 226 / 223 km/h  | 2003 - 2005     |
| 3.0 CDTi        | 2.958 cm³       | V6              | 24V             | 135(184)/4000         | 400/1900-2700         | 6-bak / 6-traps automaat | 9,3 / 9,7 s     | 227 / 224 km/h  | 2005 - 2009     |

| Opel Vectra sedan | Opel Vectra sedan | Opel Vectra sedan | Opel Vectra sedan | Opel Vectra sedan     | Opel Vectra sedan     | Opel Vectra sedan        | Opel Vectra sedan | Opel Vectra sedan | Opel Vectra sedan |
| Type              | Motor             | Motor             | Motor             | Vermogen(kw/pk)/min-1 | Max.koppel(Nm /min-1) | Overbrenging             | 0–100 km/h        | Topsnelheid       | Jaartal           |
| Type              | Inhoud            | Cilinders         | Kleppen           | Vermogen(kw/pk)/min-1 | Max.koppel(Nm /min-1) | Overbrenging             | 0–100 km/h        | Topsnelheid       | Jaartal           |
| ----------------- | ----------------- | ----------------- | ----------------- | --------------------- | --------------------- | ------------------------ | ----------------- | ----------------- | ----------------- |
| 2.0 DTi           | 1.994 cm³         | 4-in-lijn         | 16V               | 74 (100)/4000         | 230/1500-2500         | 5-bak                    | 13,0 s            | 192 km/h          | 2002 - 2004       |
| 1.9 CDTi          | 1.910 cm³         | 4-in-lijn         | 8V                | 74 (100)/3500-4000    | 260/1700-2500         | 6-bak                    | 13,3 s            | 186 km/h          | 2005 - 2009       |
| 2.2 DTi           | 2.171 cm³         | 4-in-lijn         | 16V               | 92 (125)/4000         | 280/1500-2750         | 5-bak                    | 10,8 / 11,8 s     | 206 / 202 km/h    | 2002 - 2004       |
| 1.9 CDTi          | 1.910 cm³         | 4-in-lijn         | 8V                | 88 (120)/3500-4000    | 280/2000-2750         | 6-bak                    | 11,5 s            | 200 km/h          | 2004 - 2009       |
| 1.9 CDTi          | 1.910 cm³         | 4-in-lijn         | 16V               | 110 (150)/4000        | 320/2000-2750         | 6-bak / 6-traps automaat | 9,8 / 10,0 s      | 218 / 210 km/h    | 2004 - 2009       |

| Opel Vectra stationwagon | Opel Vectra stationwagon | Opel Vectra stationwagon | Opel Vectra stationwagon | Opel Vectra stationwagon | Opel Vectra stationwagon | Opel Vectra stationwagon | Opel Vectra stationwagon | Opel Vectra stationwagon | Opel Vectra stationwagon |
| Type                     | Motor                    | Motor                    | Motor                    | Vermogen(kw/pk)/min-1    | Max.koppel(Nm /min-1)    | Overbrenging             | 0–100 km/h               | Topsnelheid              | Jaartal                  |
| Type                     | Inhoud                   | Cilinders                | Kleppen                  | Vermogen(kw/pk)/min-1    | Max.koppel(Nm /min-1)    | Overbrenging             | 0–100 km/h               | Topsnelheid              | Jaartal                  |
| ------------------------ | ------------------------ | ------------------------ | ------------------------ | ------------------------ | ------------------------ | ------------------------ | ------------------------ | ------------------------ | ------------------------ |
| 2.0 DTi                  | 1.994 cm³                | 4-in-lijn                | 16V                      | 74 (100)/4000            | 230/1500-2500            | 5-bak                    | 13,9 s                   | 186 km/h                 | 2003 - 2004              |
| 1.9 CDTi                 | 1.910 cm³                | 4-in-lijn                | 8V                       | 74 (100)/3500-4000       | 260/1700-2500            | 6-bak                    | 13,3 s                   | 186 km/h                 | 2005 - 2009              |
| 2.2 DTi                  | 2.171 cm³                | 4-in-lijn                | 16V                      | 92 (125)/4000            | 280/1500-2750            | 5-bak                    | 11,1 / 12,2 s            | 202 / 199 km/h           | 2003 - 2004              |
| 1.9 CDTi                 | 1.910 cm³                | 4-in-lijn                | 8V                       | 88 (120)/ 3500-4000      | 280/2000-2750            | 6-bak                    | 12,2 s                   | 195 km/h                 | 2004 - 2009              |
| 1.9 CDTi                 | 1.910 cm³                | 4-in-lijn                | 16V                      | 110 (150)/4000           | 320/2000-2750            | 6-bak / 6-traps automaat | 10,5 / 10,6 s            | 212 / 208 km/h           | 2004 - 2009              |
| 3.0 CDTi                 | 2.958 cm³                | V6                       | 24V                      | 130 (177)/4000           | 370/1900-2800            | 6-bak / 6-traps automaat | 9,8 / 10,1 s             | 222 / 220 km/h           | 2003 - 2005              |
| 3.0 CDTi                 | 2.958 cm³                | V6                       | 24V                      | 135(184)/4000            | 400/1900-2700            | 6-bak / 6-traps automaat | 9,1 / 9,8 s              | 225 / 221 km/h           | 2005 - 2009              |

## Verkoopcijfers in Nederland (1988 tot 2010)
| Verticaal staafdiagram van verkoopcijfers Nederland van tussen 1988 en 2010 |
| --------------------------------------------------------------------------- |
|                                                                             |

Totaal : 214479